# Cornus wilsoniana
Cornus wilsoniana — вид квіткових рослин з родини деренових (Cornaceae).

## Біоморфологічна характеристика
Дерево 5–18 (рідко до 40) метрів заввишки. Кора сіра або зеленувато-сіра, прямокутно розщеплена. Молоді гілки сірувато-зелені, ± 4-кутні, запушені сіруватими короткими притиснутими трихомами; старі гілки коричневі, голі, з коричневими, вузькоеліптичними сочевичками. Листки супротивні, на 0.8–2 см ніжках; пластинка еліптична чи яйцювато-еліптична, 6–12 × 2–5.5 см, абаксіально (низ) сірувато-зелена й густо запушена білими короткими притиснутими трихомами та сосочками, край злегка загорнутий, верхівка від коротко загостреної до загостреної. Суцвіття 6–10 см у діаметрі, з короткими білими трихомами. Квітки білі, ≈ 7 мм у діаметрі. Частки чашечки трикутні, 0.4–0.5 мм. Пелюстки вузьколанцетні, 3.5–5 × 0.9–1.3 мм. Тичинки рівні пелюсткам; пиляки жовті. Плід пурпурувато-чорний чи чорний, кулястий, 6–7 мм у діаметрі; кісточки кулясті, 4–4.5 мм в діаметрі, ребра непомітні. Цвітіння: травень, плодіння: вересень —листопад.

## Поширення
Росте в Азії: центральний і південний Китай. Населяє ліси; 100–1100 метрів.

## Використання
Плід є джерелом олії.
Щільна, важка, тверда деревина використовується для виготовлення сільськогосподарських інструментів і меблів.

## Галерея

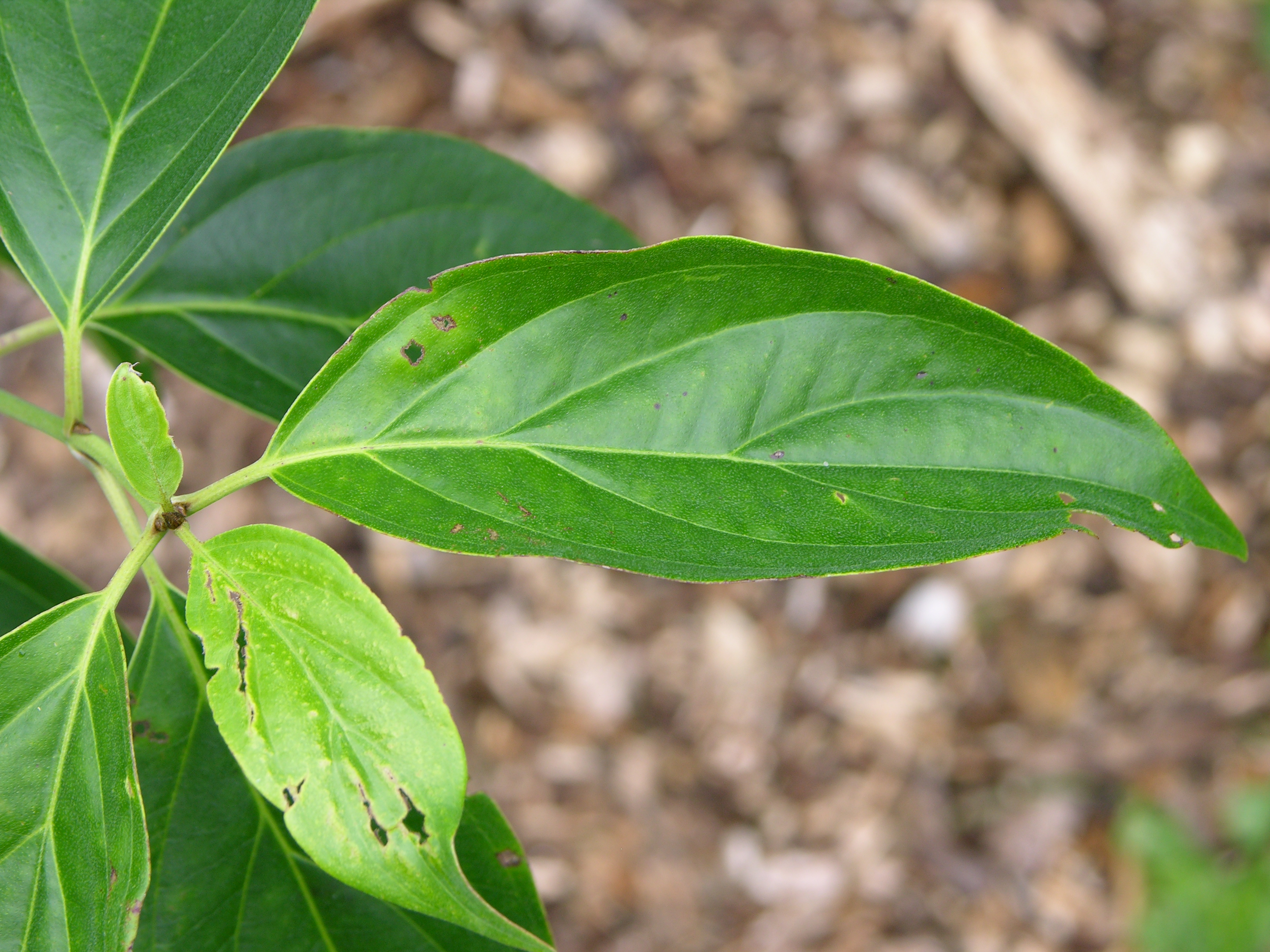